# Wilmot Hudson Fysh
Sir Wilmot Hudson Fysh, avstralski častnik, vojaški pilot in letalski as, * 7. januar 1895, Tasmanija, † 6. april 1974.  	
Nadporočnik Fysh je v svoji vojaški karieri dosegel 5 zračnih zmag.

## Odlikovanja
- Distinguished Flying Cross (DFC)